# Oleg Pachol
Oleg Pachol (ur. 12 grudnia 1964) – radziecki lekkoatleta, który specjalizował się w rzucie oszczepem.
W 1983 roku został mistrzem Europy juniorów.
Medalista mistrzostw ZSRR.
Rekordy życiowe: stary model oszczepu – 85,36 (8 czerwca 1985); nowy model – 83,44 (18 lipca 1990, Niżny Nowogród). 

## Osiągnięcia
| Rok  | Impreza                     | Miejsce   | Pozycja    | Wynik |
| ---- | --------------------------- | --------- | ---------- | ----- |
| 1983 | Mistrzostwa Europy juniorów | Schwechat | 1. miejsce | 80,88 |